# 2e cérémonie des Austin Film Critics Association Awards
La 2e cérémonie des Austin Film Critics Association Awards, décernés par la Austin Film Critics Association, a eu lieu le 2 janvier 2007, et a récompensé les films réalisés l'année précédente.

## Palmarès

### Top 10
1. Vol 93 (United 93)
2. Les Infiltrés (The Departed)
3. Le Labyrinthe de Pan (El laberinto del fauno)
4. Brick
5. Les Fils de l'homme (Children of Men)
6. Borat, leçons culturelles sur l'Amérique au profit glorieuse nation Kazakhstan (Borat: Cultural Learnings of America for Make Benefit Glorious Nation of Kazakhstan)
7. The Queen
8. Little Children
9. Le Prestige (The Prestige)
10. The Fountain

### Catégories
- Meilleur film :
  - Vol 93 (United 93)
- Meilleur réalisateur :
  - Alfonso Cuarón – Les Fils de l'homme (Children of Men)
- Meilleur acteur :
  - Leonardo DiCaprio pour le rôle de Billy Costigan dans Les Infiltrés (The Departed)
- Meilleure actrice :
  - Elliot Page pour le rôle de Hayley Stark dans Hard Candy
- Meilleur acteur dans un second rôle :
  - Jack Nicholson pour le rôle de Frank Costello dans Les Infiltrés (The Departed)
- Meilleure actrice dans un second rôle :
  - Rinko Kikuchi pour le rôle de Chieko dans Babel
- Révélation de l'année :
  - Jennifer Hudson – Dreamgirls
- Meilleur premier film :
  - Rian Johnson – Brick
- Meilleur scénario original :
  - Le Labyrinthe de Pan (El laberinto del fauno) – Guillermo del Toro
- Meilleur scénario adapté :
  - Les Fils de l'homme  (Children of  Men) – Alfonso Cuarón
- Meilleure photographie :
  - Les Fils de l'homme (Children of Men) – Emmanuel Lubezki
- Meilleur film en langue étrangère :
  - Le Labyrinthe de Pan (El laberinto del fauno) •  Mexique /  Espagne /  États-Unis
- Meilleur film d'animation :
  - Cars
- Meilleur film documentaire :
  - This Film Is Not Yet Rated
- Austin Film Award :
  - A Scanner Darkly – Richard Linklater